# Línea N502 (Interurbanos Madrid)
La línea N502 de la red de autobuses interurbanos de Madrid une el intercambiador de Príncipe Pío (Madrid) con Alcorcón.

## Características
Creada en 1999 con la denominación de N52, esta línea nocturna une en media hora la capital con Alcorcón. Recibe su denominación y recorrido actuales el 10 de junio de 2005.
La línea mantiene los mismos horarios todo el año (exceptuando las vísperas de festivo y festivos de Navidad).
Está operada por la empresa Arriva Madrid mediante la concesión administrativa VCM-501 - Madrid – Batres (Viajeros Comunidad de Madrid) del Consorcio Regional de Transportes de Madrid.

## Horarios
| Noches de domingo a jueves y festivos | Noches de domingo a jueves y festivos | Noches de viernes, sábados y vísperas de festivo | Noches de viernes, sábados y vísperas de festivo |
| Madrid > Alcorcón                     | Alcorcón > Madrid                     | Madrid > Alcorcón                                | Alcorcón > Madrid                                |
| 01:30                                 | 00:45                                 | 01:10                                            | 00:45                                            |
| 02:45                                 | 02:15                                 | 01:25                                            | 02:15                                            |
| 04:00                                 | 03:30                                 | 01:45                                            | 03:30                                            |
| 05:15                                 | 04:45                                 | 02:05                                            | 04:45                                            |
|                                       |                                       | 02:25                                            |                                                  |
| 02:45                                 |                                       |                                                  |                                                  |
| 03:05                                 |                                       |                                                  |                                                  |
| 03:30                                 |                                       |                                                  |                                                  |
| 04:00                                 |                                       |                                                  |                                                  |
| 04:35                                 |                                       |                                                  |                                                  |
| 05:15                                 |                                       |                                                  |                                                  |

## Recorrido y paradas
NOTA: Debido a las obras de soterramiento de la autovía A-5, las paradas sombreadas en rojo quedan fuera de servicio, desde el 15 de enero de 2025 hasta fin de obras.
| Código | Parada                                     | Común con                         | Conexiones con Metro y Cercanías | Municipio | Zona |
| --- | ------------------------------------------ | --------------------------------- | -------------------------------- | --------- | ---- |
| 8372 | Glorieta San Vicente                       | N501 N503                         | Príncipe Pío                     | Madrid    |      |
| 881 | Paseo de Extremadura-El Greco              | N19 N501 N503 N504 N505           |                                  | Madrid    |      |
| 892 | Campamento                                 | N19 N501 N503 N504 N505 N808 N905 | Campamento                       | Madrid    |      |
| 50073 | P.º Extremadura - Cuatro Vientos           | N501 N503 N504 N505 N808          | Cuatro Vientos                   | Madrid    |      |
| 8376 | Ctra. A-5 - Museo del Aire y del Espacio   | N501 N503 N504 N505               |                                  | Madrid    |      |
| La expedición con inicio en la estación de San José de Valderas, realiza paradas desde AQUÍ hasta su terminal en Madrid. |                                            |                                   |                                  |           |      |
| 08542 | Av. Lisboa - Est. San José de Valderas     |                                   | San José de Valderas             | Alcorcón  |      |
| 08525 | Av. Lisboa - Centro de Salud               |                                   |                                  | Alcorcón  |      |
| 08520 | Av. Lisboa - Piscinas                      |                                   |                                  | Alcorcón  |      |
| 08505 | Av. Leganés - Av. Cantarranas              |                                   |                                  | Alcorcón  |      |
| 08507 | Av. Leganés - Est. Parque Lisboa           |                                   | Parque Lisboa                    | Alcorcón  |      |
| 08432 | Av. Alcalde José Aranda - Maestro Victoria |                                   |                                  | Alcorcón  |      |
| 08490 | Av. Alcalde Jose Aranda - Colegio          |                                   |                                  | Alcorcón  |      |
| 12409 | Av. Oeste - Parque Mayor                   |                                   |                                  | Alcorcón  |      |
| 12411 | Av. Retamas - Gabriela Mistral             |                                   |                                  | Alcorcón  |      |
| 12413 | Av. Retamas - Juan Ramón Jiménez           |                                   |                                  | Alcorcón  |      |
| 08865 | Robles - Trva. Pinos                       |                                   |                                  | Alcorcón  |      |
| 08878 | Retamas - Av. Pablo Iglesias               |                                   |                                  | Alcorcón  |      |
| 13169 | Berna - Est. Las Retamas                   |                                   | Las Retamas                      | Alcorcón  |      |
| 13167 | Oslo - Helsinki                            |                                   |                                  | Alcorcón  |      |
| 12008 | Viena - Av. Atenas                         |                                   |                                  | Alcorcón  |      |
| 11823 | Viena - Budapest                           |                                   |                                  | Alcorcón  |      |
| 11770 | Budapest - Hospital Fundación Alcorcón     |                                   |                                  | Alcorcón  |      |
| Las expediciones con destino Alcorcón finalizan en la siguiente parada                                                   |                                            |                                   |                                  |           |      |
| Las expediciones con inicio en la calle Berlín, realizan paradas desde AQUÍ                                              |                                            |                                   |                                  |           |      |
| 11773 | Berlín - Est. Alcorcón Central             |                                   | Alcorcón Central                 | Alcorcón  |      |
| Paradas de los servicios con destino Madrid:                                                                             |                                            |                                   |                                  |           |      |
| 8465 | Ctra. A-5 - Bellas Vistas                  | N501                              |                                  | Alcorcón  |      |
| 8377 | Ctra. A-5 - Museo del Aire y del Espacio   | N501 N503 N504 N505               |                                  | Madrid    |      |
| 8464 | P.º Extremadura - Cuatro Vientos           | N501 N503 N504 N505 N808          | Cuatro Vientos                   | Madrid    |      |
| 893 | Campamento                                 | N19 N501 N503 N504 N505 N808      | Campamento                       | Madrid    |      |
| 885 | Surbatán                                   | N19 N501 N503 N504 N505           |                                  | Madrid    |      |
| 8372 | Glorieta San Vicente                       | N501 N503                         | Príncipe Pío                     | Madrid    |      |